# أبو سليم الطبل (مسلسل)
أبو سليم الطبل هو مسلسل تلفزيوني لبناني من بطولة صلاح التيزاني وفرقته. بداء كمسلسل بهذا الاسم وتابع بأسماء مختلفة لكن مع نفس الشخصيات والممثلين. ومن الأسماء الأخرى للمسلسل: «سيارة الجمعية» و«كل يوم حكاية» و«الأبواب السبعة» و«المليونير المزيف» و«أبو سليم 2000».

## تاريخ المسلسل
بدأت فكرة «أبو سليم الطبل» على المسرح مع صلاح التيزاني ثم أنتقلوا إلى التلفزيون مع بداياته في أوائل الستينات ببرنامج «نعيم وفهيم» وكان يبث حياً. ومن ثم تحول إلى اسم «أبو سليم الطبل» والذي بقي يعرض اسبوعيا ولسنوات عديدة. ومن بعدها قدموا المسلسل بشكل متطور باسم «سيارة الجمعية» ومنثم تحت عنوان «الأبواب السبعة» ولذي استمر عرضه لعدة سنوات إلى أن بدأت الحرب اللبنانية في 1975 فتوقفوا عن العمل في إنتاج المسلسل. وكانت لهم محاولة في التسعينات لصالح تلفزيون دبي الذي أنتج مسلسل «أبو سليم 2000».

## شخصيات المسلسل

لشخصيات من اليمين: جميل، كوستي وأبو سليم

- أبو سليم الطبل، حلال المشاكل. قام بلعب الدور الفنان صلاح التيزاني.
- اسعد النعسان، كثير النسيان. قام بلعب الدور الفنان عبد الله حمصي.
- فهمان أبو الفهم المحتال والنصاب. قام بلعب الدور الفنان محمود مبسوط.
- شكري شكرالله، البخيل. قام بلعب الدور الفنان صلاح صبح.
- جميل، الحكومة. قام بلعب الدور الفنان زكريا عرداتي.
- أمين، الغشيم. قام بلعب الدور الفنان غازي شرمند.
- أبو الشباب، القباضاي. قام بلعب الدور الفنان عصام كشتان.
- أستاذ بلبل، الفنان. قام بلعب الدور الفنان ماجد أفيوني.
- درباس، المنفوخ على الفاضي. قام بلعب الدور الفنان أحمد دنش.

وشخصيات أخرى مثل: فانوس وبدر وشرنو وأبو نصرة وكوستي. كما شاركت الممثلة فريال كريم في بعض الحلقات وبخاة من مسلسلات «سيارة الجمعية» و«الأبواب السبعة».

## وصلات خارجية
- مقدمة مسلسل "كل يوم حكاية" على يو تيوب على يوتيوب